# Le Puech
Le Puech é uma comuna francesa na região administrativa de Occitânia, no departamento de Hérault. Estende-se por uma área de 15,86 km². Em 2010 a comuna tinha 251 habitantes (densidade: 15,8 hab./km²).